# 꽃자루

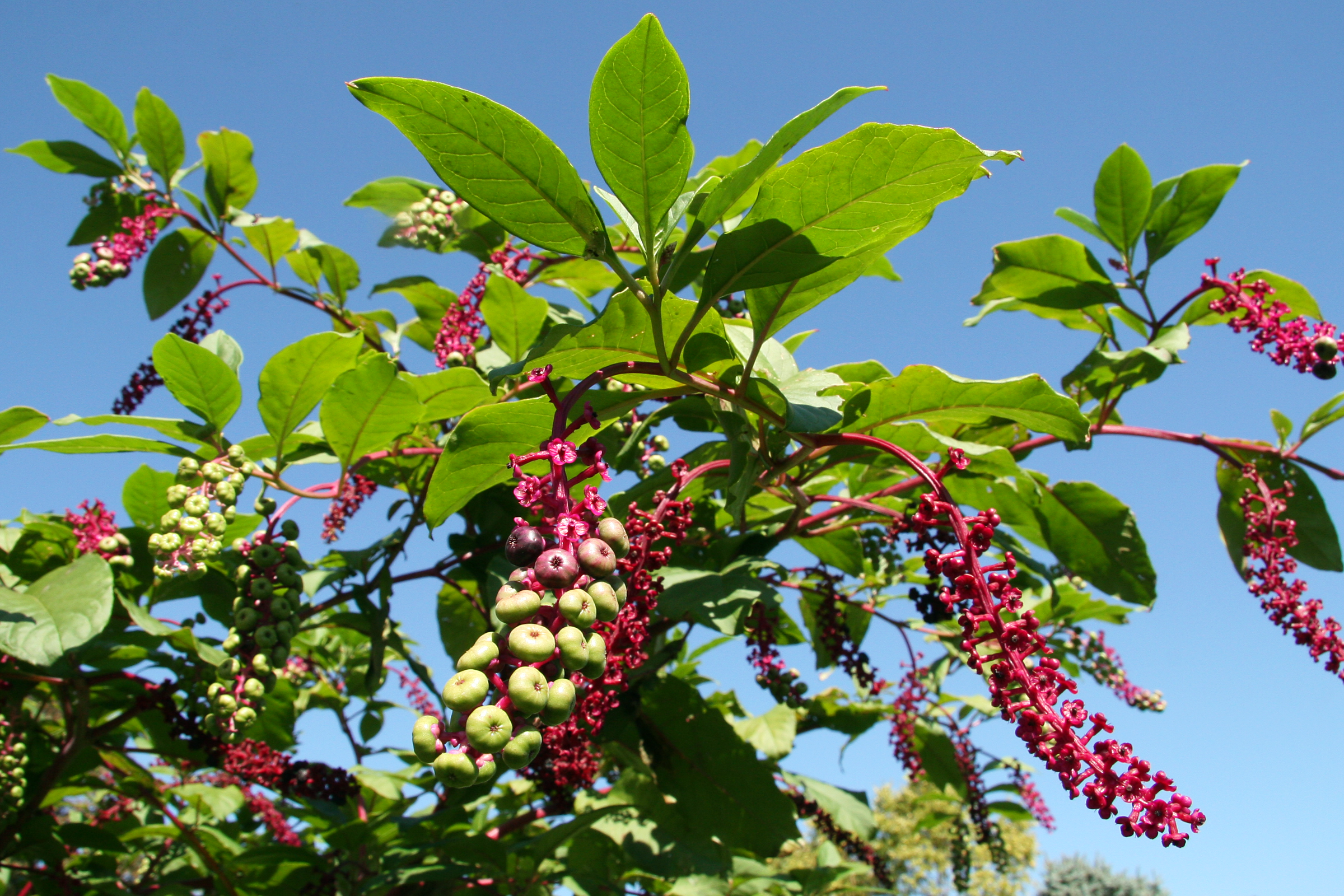
미국자리공에 있는 길고 자홍색 꽃자루는 각각 총상화서를 지탱한다.

꽃자루(peduncle)는 식물학에서 꽃차례나 단 하나의 꽃을 지탱하는 줄기이거나, 수정 후에는 화순이나 단 하나의 열매를 지지하는 줄기이다. 꽃자루에는 때때로 마디에 포(엽초의 일종)가 있다. 꽃자루 위의 꽃차례의 주축은 꽃대(rachis)이다. 꽃자루에는 꽃이 없지만 줄기에 꽃이 핀다.
꽃자루가 압축된 공중 줄기 또는 지하 줄기(땅속줄기, 알뿌리, 비늘줄기, 알줄기)에서 지상에서 발생하고, 줄기나 꽃턱 근처 부분을 제외하고는 포가 거의 또는 전혀 없는 경우를 꽃자루라고 한다.

## 같이 보기
- 작은 꽃자루
- 꽃줄기